# Ipomoea shirambensis
Ipomoea shirambensis är en vindeväxtart som beskrevs av John Gilbert Baker. Ipomoea shirambensis ingår i släktet praktvindor, och familjen vindeväxter. Inga underarter finns listade i Catalogue of Life.